# Doto hydrallmaniae
Doto hydrallmaniae är en snäckart som beskrevs av Marrow. Doto hydrallmaniae ingår i släktet Doto och familjen Dotoidae. Inga underarter finns listade i Catalogue of Life.